# Coregonus vandesius
Espèce
Statut de conservation UICN

 EN B1ab(iii)+2ab(iii) : En danger
Coregonus vandesius, est un poisson d'eau douce que l'on rencontre au Royaume-Uni. Ses populations sont en déclin depuis 1960.

## Taxonomie
La plupart des spécialistes considèrent que Coregonus vandesius est très proche de Coregonus albula, qui est un poisson blanc beaucoup plus répandu dans le nord de l'Europe. Tous deux sont connus en Grande-Bretagne sous le nom de vendace. Son statut reste toutefois controversé, et la FishBase liste toujours C. vandesius comme une espèce à part entière, reflétant les travaux récents de Kottelat et Freyhof (2007) sur la faune d'eau douce d'Europe du Nord. Un autre synonyme à C. vandesius est C. gracilior.

## Biologie
Coregonus vandesius vit dans des lacs profonds, froids, et se nourrit principalement de crustacés planctoniques comme les copépodes. Ce poisson ne migre pas et a une espérance de vie de 6 ans. L'espèce constitue désormais le poisson le plus rare de Grande-Bretagne.

## Distribution et habitat
Coregonus vandesius est indigène dans seulement quatre sites de Grande-Bretagne : le lac Bassenthwaite et Derwentwater dans le Lake District en Angleterre, et Castle Loch et Mill Loch à Lochmaben, en Écosse. L'espèce a apparemment disparu de tous ces sites à l'exception de Derwent Water. La population de Castle Loch a disparu dans la première moitié du XXe siècle, et celle du Mill Loch dans les années 1990. Ce poisson n'est plus observé à Bassenthwaite Lake depuis 2001. Les populations en déclin de ce poisson sont vraisemblablement liées aux espèces introduites qui se nourrissent de jeunes corégones, et peut-être également à la pollution. Par exemple, une installation de traitement de l'eau fonctionnant près du lac a débordé et causé un fort développement d'algues dans le lac, où l'oxygène disponible a diminué.
Coregonus vandesius a été introduite à Loch Skene en Dumfries and Galloway, en Écosse, dans les années 1990 dans un essai de conservation ex-situ après que la détérioration de son habitat fut constatée à Bassenthwaite. Cette réintroduction semble réussie, puisque Loch Skene a maintenant 10 fois plus de corégones que Derwent Water selon une étude menée par le Centre for Ecology and Hydrology. On pense réintroduire le poisson à Bassenthwaite Lake une fois que son habitat sera restauré.